# St. Michael (Wiesenbach)

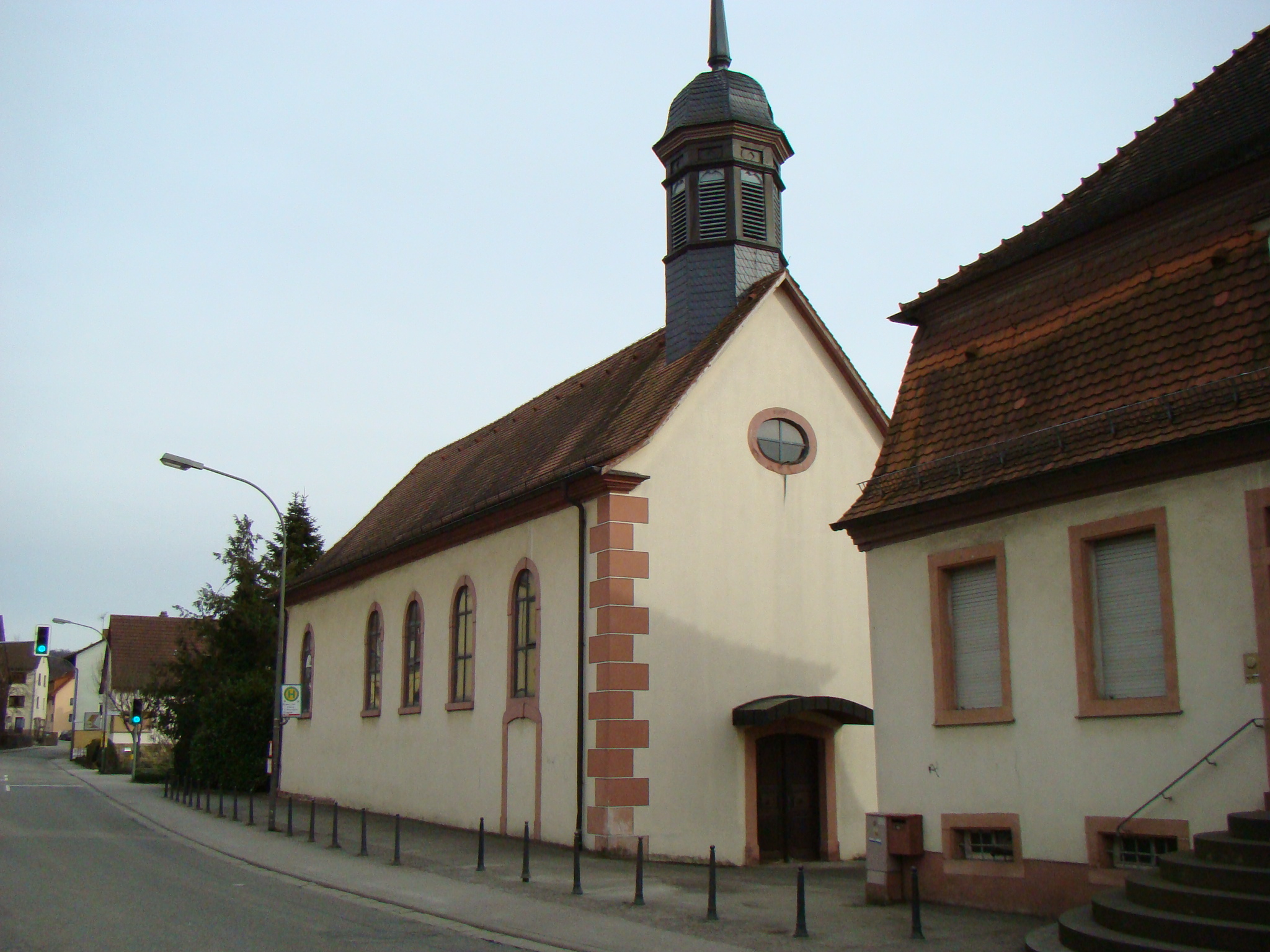
Kirche St. Michael in Wiesenbach

Die Kirche St. Michael in Wiesenbach im Rhein-Neckar-Kreis im nördlichen Baden-Württemberg ist eine römisch-katholische Kirche, die um 1740 auf den Grundmauern der älteren Klosterkirche St. Georg errichtet und 1977–1981 modern erweitert wurde.

## Geschichte

### Klosterkirche St. Georg
Als die Grafen von Lauffen um 1140 einen mutmaßlichen Sitz auf der Kühburg in Wiesenbach auf die nahe Bergfeste Dilsberg verlegt haben sollen, sollen sie ihren Wiesenbacher Besitz, darunter auch ein Kloster, dem Kloster Ellwangen gestiftet haben. Neuere Forschungen stellen den Grafensitz auf der Kühburg jedoch in Frage. Von Ellwangen aus erfolgte die Errichtung einer Propstei in Wiesenbach zur Verwaltung des durch die Übernahme des Lauffener Adelsguts stark angewachsenen Ellwanger Klosterbesitzes im Kraichgau und an der Bergstraße. Beim Ausbau des Wiesenbacher Klosters wurden neben dem Propsteihof auch eine dem hl. Georg geweihte Klosterkirche und verschiedene Wirtschaftsgebäude errichtet.
Die Klosterkirche war gemäß Grabungsbefunden eine dreischiffige romanische Basilika mit einer Länge von 41 Metern und einer Breite von 15 Metern. Nach Osten war ein quadratischer Chor angebaut, unter dem sich eine Krypta befand, deren Gewölbedecke von vier Stützen getragen wurde und deren Zugang von beiden Seitenschiffen aus über tonnengewölbte Stollen erfolgte. Nach Westen hin schloss die Kirche mit einer Doppelturmfassade ab.
Im Jahr 1370 erlangte das Kloster Ellwangen zwar noch das Patronatsrecht für die ebenfalls in Wiesenbach bestehende Pfarrkirche St. Ägidius, erlitt jedoch später einen wirtschaftlichen Niedergang. Wohl damit verbunden konnte auch der Unterhalt der Klosterkirche nur noch beschränkt bestritten werden, die durch einen Anstieg des Grundwassers, Kriegseinflüsse und einen Brand in Mitleidenschaft gezogen wurde, zur Zeit der Gotik nur noch als schlichte einschiffige Saalkirche bestand. 1482 kam der Ellwanger Besitz an das Kloster Schönau. Nach der Reformation in der Kurpfalz wurden die Klöster um 1560 aufgelöst. Die Klostergüter kamen unter die Verwaltung der Kurfürstlichen Geistlichen Administration bzw. deren Schaffnerei im ehemaligen Kloster Lobenfeld, die Wiesenbacher Klostergebäude verfielen.

### Katholische Kirche St. Michael
Nach 1688 entstand infolge der konfessionellen Entwicklung in der Kurpfalz wieder eine katholische Gemeinde in Wiesenbach. Die wenigen Katholiken des Ortes wurden zunächst von Dilsberg, ab 1700 von Neckargemünd aus betreut. Bei der pfälzischen Kirchenteilung 1707 wurden Kirche (St. Ägidius) und Pfarrhaus des Ortes der reformierten Gemeinde zugesprochen, während die Wiesenbacher Katholiken ihre Gottesdienste zunächst im Neckargemünder Rathaus (1724/1725 zur katholischen Kirche umgebaut, Vorgängerbau von St. Johannes Nepomuk) abhielten. 1734 wurde eine katholische Schule in Wiesenbach gegründet. Im Folgejahr erhielt die katholische Gemeinde den alten Klostergarten in Wiesenbach, wo einst Propstei und Klosterkirche St. Georg gestanden hatten, zum Bau einer neuen katholischen Kirche zugesprochen. Unter Verwendung von Steinmaterial der dortigen Ruinen errichteten sie dort einen Neubau, der 1748 durch den Würzburger Weihbischof Daniel Johann Anton von Gebsattel dem hl. Michael geweiht wurde. Die Kirche war zunächst eine turmlose schlichte Saalkirche, die sich in ihrem Grundriss an der mittelalterlichen Klosterkirche orientierte.
Der Neckargemünder Pfarrer Ziegler hielt an Sonn- und Feiertagen Gottesdienste in der Kirche, wurde jedoch schon 1749 aus Neckargemünd abberufen. Sein Nachfolger Reuss war gesundheitlich angeschlagen und nicht in der Lage zur Verrichtung von Gottesdiensten in anderen Orten, so dass die Wiesenbacher Katholiken trotz des Kirchenbaus am Ort erneut den Weg zum Gottesdienst nach Neckargemünd antreten mussten. Man bemühte sich zwar, einen Kaplan zur Verrichtung der Gottesdienste in Wiesenbach zu gewinnen, hatte jedoch nicht die nötigen Finanzmittel. Die Situation änderte sich erst, als der katholische Gutsbesitzer und Landschreiber von Wrede aus Langenzell den Aufbau der katholischen Gemeinde zu unterstützen begann. Ab 1760 hielt ein Dominikanerpater aus Heidelberg Gottesdienste in Wiesenbach. Im August 1766 wurde Wiesenbach dann zur selbstständigen Pfarrei erhoben, der die Filialen Bammental und Langenzell unterstellt wurden. Für den Pfarrer wurde ein Pfarrhaus bei der Kirche erbaut. 1776 erfolgte eine Verlängerung des Kirchenschiffs um etwa sieben Meter nach Westen. Dabei wurde der Haupteingang vom Westgiebel an die Nordseite verlegt und die Kirche erhielt einen Dachreiter.
Die katholische Gemeinde zählte ursprünglich zum Bistum Würzburg, kam 1808 zum Vikariat Bruchsal und 1827 zum neu gegründeten Erzbistum Freiburg und darin zum Dekanat Heidelberg, später zum Dekanat Kraichgau.
Im Jahr 1896 wurde eine Sakristei an die Kirche angebaut. 1912/1913 wurden Kirche und Pfarrhaus renoviert, gleichzeitig errichtete man eine katholische Kirche in der Filialgemeinde Bammental. 1920 erhielten Kirche und Pfarrhaus elektrische Beleuchtung, 1941 wurde eine Heizung in die Kirche eingebaut.
Nach dem Zweiten Weltkrieg wuchs die Zahl der Katholiken in Wiesenbach durch den Zuzug von Flüchtlingen und sonstigen Neubürgern stark an. Bereits 1957 erwog man einen geräumigeren Kirchenneubau, konnte jedoch in der Folgezeit noch keine konkreten Planungen erstellen, da die Gemeindefinanzen aufgrund der Errichtung einer Marienkapelle (1954–1956), eines Kindergartens mit Schwesternwohnheim (ab 1957) und wegen der notwendigen Modernisierung des Pfarrhauses (1966–1967) erschöpft waren. Erst von 1977 bis 1981 konnte die Kirche dann nach Entwurf des erzbischöflichen Oberbaudirektors Manfred Schmitt-Fiebig um einen modernen südlichen Erweiterungsbau an der Stelle der Sakristei und ein Gemeindehaus erweitert werden, wodurch sie ihre heutige Gestalt erhielt.

## Beschreibung

### Architektur

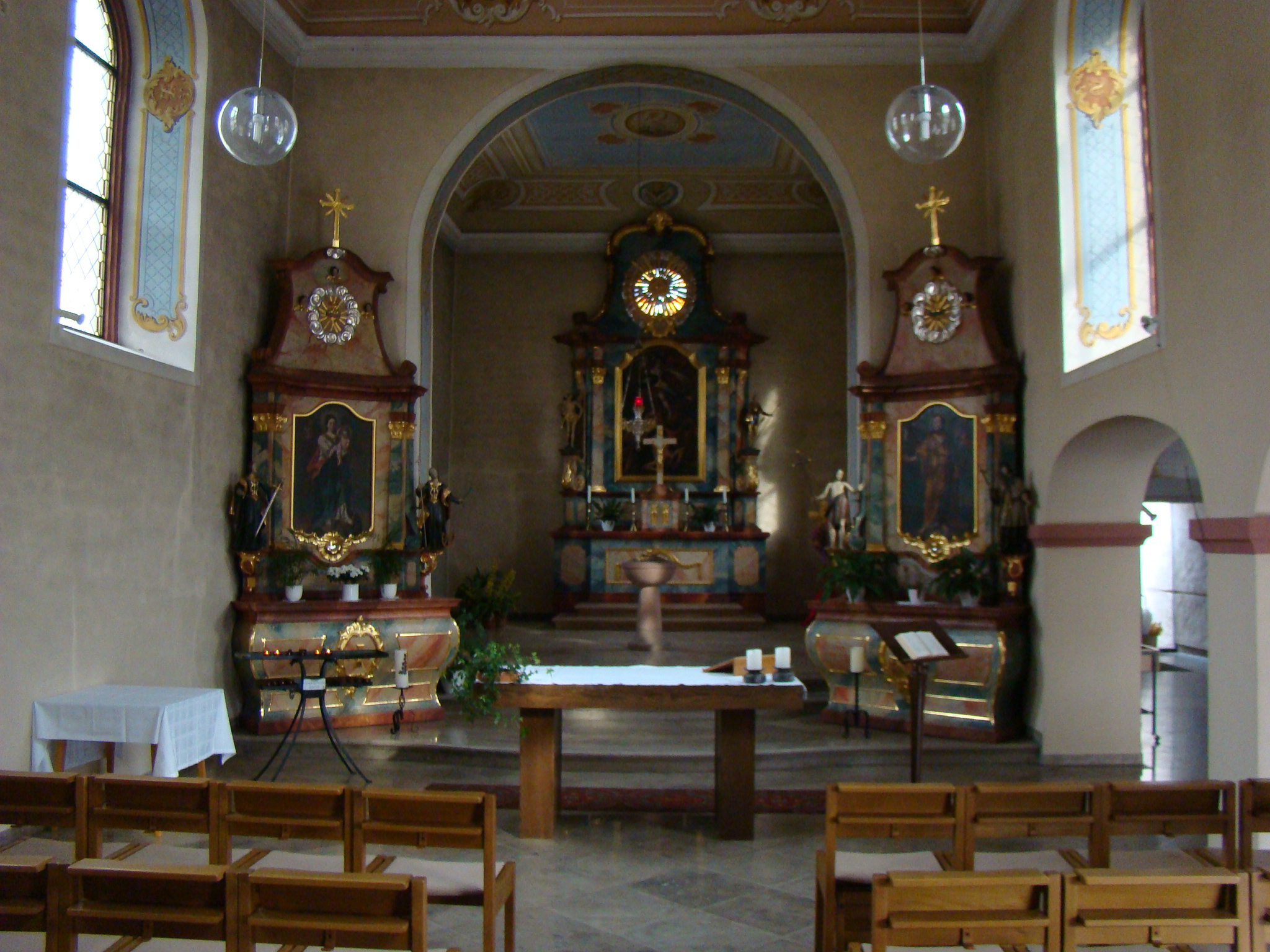
Der alte Ostchor

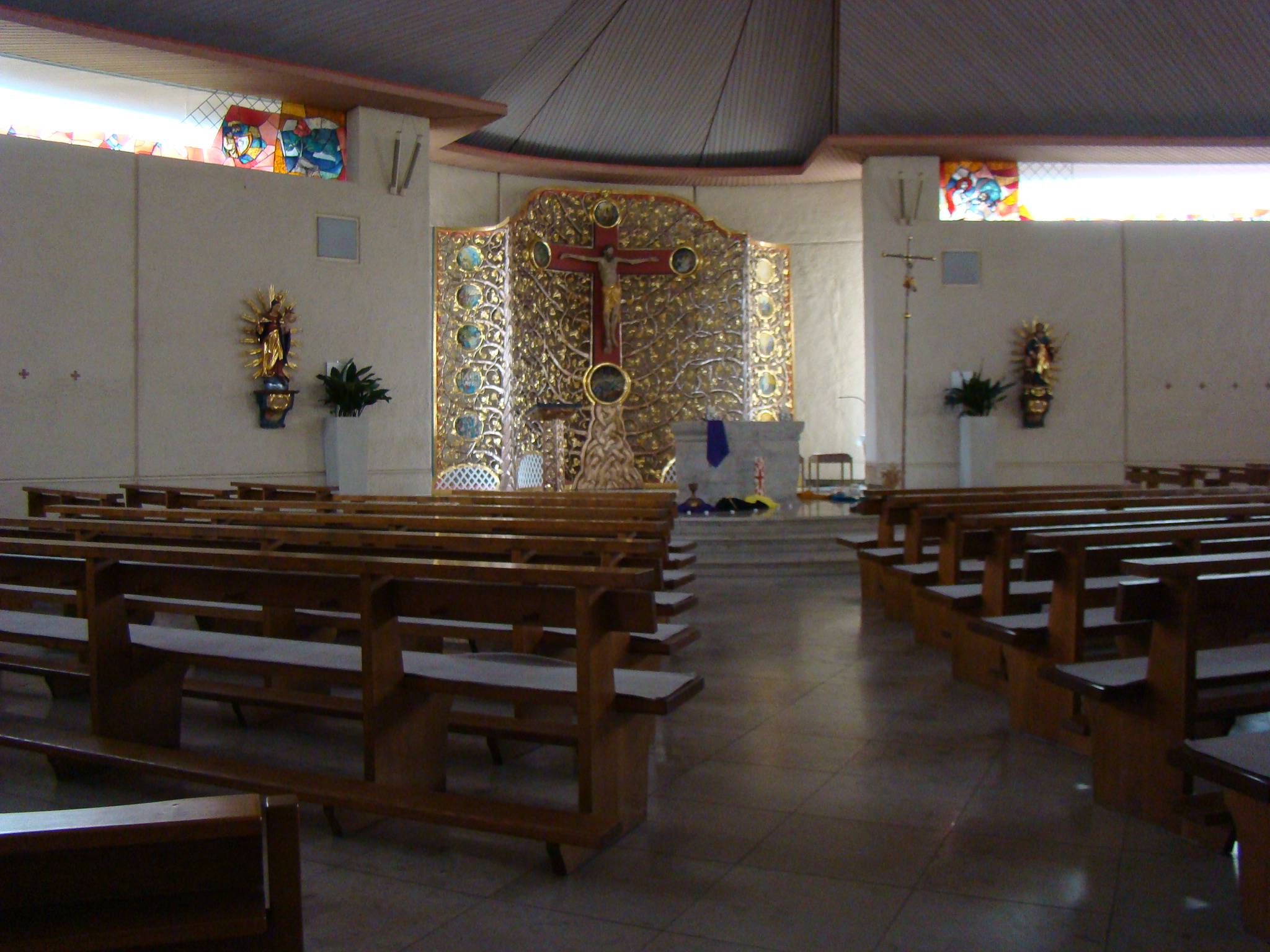
Erweiterungsbau mit neuem Südchor

Die Kirche St. Michael liegt an der Hauptstraße von Wiesenbach. Das alte Kirchenschiff ist ein schlichter rechteckiger Saalbau mit farbigen Eckquadern und ziegelgedecktem Walmdach mit aufgesetztem Dachreiter. Der Chor des alten Schiffes ist nach Osten ausgerichtet und rechtwinklig geschlossen, im Westen des alten Schiffs ist eine Empore eingezogen. Unter dem Chor liegt die Krypta der alten Klosterkirche, die man bei den Umbauarbeiten 1977 freigelegt, dann jedoch wieder mit Kies verfüllt und verschlossen hat. Im Chorbereich befinden sich drei barocke Holzaltäre, unter der Empore ist ein kleiner Ausstellungsbereich zur Geschichte der Kirche eingerichtet.
Nach Süden hin befindet sich ein größerer, nahezu rechteckiger Erweiterungsbau mit 300 Sitzplätzen. Die architektonische Leitung des Neubaus hatte der Leiter des Erzbischöflichen Bauamts Heidelberg, Manfred Schmitt-Fiebig. Die Baumaterialien (Stahlbeton, Leichtbeton, Torkretputz und Holzverschalungen) sowie der kegelförmige Dachaufbau mit der Schieferdeckung und die moderne künstlerische Gestaltung kontrastieren mit der barocken alten Kirche. Die Südwand des Erweiterungsbaus bildet durch schräg angesetzte Wände und eine mittig leicht ausgewölbte Apsis einen weiteren Chorbereich, um den das Gestühl konzentrisch angeordnet ist. An der Ostwand ist die Kirchenorgel aufgestellt. Zwischen altem Schiff und Erweiterungsbau liegt ein niedrigerer Verbindungstrakt, der im Osten und Westen den Zugang zur Kirche ermöglicht und mit arkadenförmigen Durchgängen die Kirchenschiffe verbindet. Östlich an den Erweiterungsbau ist abermals über einen niedrigen Zwischentrakt ein L-förmiges Gemeindezentrum angebaut.

### Ausstattung

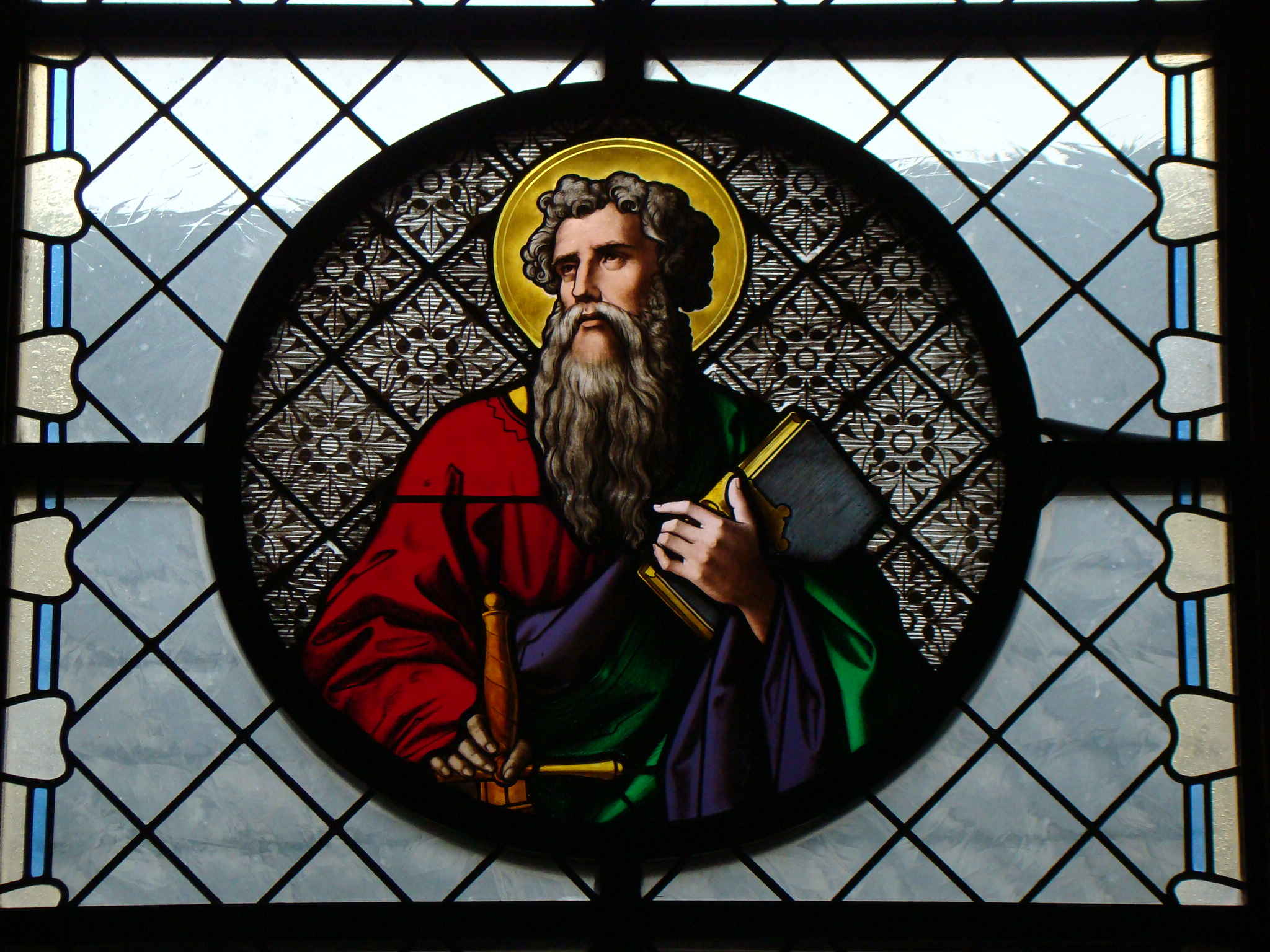
Glasfenster im Ostchor

An der östlichen Chorwand der alten Kirche befindet sich ein barocker Hauptaltar, der von zwei ebenfalls barocken Seitenaltären flankiert wird. Der Hauptaltar wurde 1748 geweiht, die Seitenaltäre sind wohl ebenso alt. Der Hauptaltar ist dem hl. Michael geweiht, die Seitenaltäre Maria und Josef. Die Altargemälde zeigen die jeweiligen Heiligen in Ölgemälden von Johann Georg Binder, dessen Werkstatt für die Herstellung aller drei Barockaltäre und ihres Bild- und Figurenschmucks in Betracht kommt. Die Altäre waren ursprünglich schmuckvoller, doch ging ein Teil des Zierrats schon bei Restaurierungen um 1823 verloren. Auch ihre Farbfassung wurde mehrfach verändert, wobei zuletzt wieder die ursprüngliche blau-rot-goldene Marmorierung hergestellt wurde.
Die Glasfenster im alten Chor gehen auf eine Stiftung von 1876 zurück und stammen von dem Heidelberger Glasmaler Beuler. Sie zeigen Petrus (mit Schlüssel) und Paulus (mit Buch und Schwert).
Die Deckengemälde der alten Kirche stammen aus der Zeit um 1900 und wurden im Stil des Historismus von Kirchenmaler Hoch aus Neckargemünd ausgeführt. Sie zeigen Symbole der Passion wie das Herz Jesu, das Schweißtuch der Veronika und den seine Jungen mit seinem Blut nährenden Pelikan.
Der neue Chor im Erweiterungsbau wurde von Klaus Ringwald gestaltet, wobei Altarstein, Ambo, Leuchter, Vortragekreuz und Sedilien auf ein großformatiges, schmuckvolles, vergoldetes und versilbertes Retabel in der Symbolik eines Lebensbaumes abgestimmt sind.
Die Fenster des Erweiterungsbaus wurden von Valentin Feuerstein entworfen und zeigen überwiegend in Blau-, Rot- und Goldtönen biblische Szenen. Im Neubau sind außerdem zwölf Medaillons von Bernd Wissler angebracht sowie zwei restaurierte barocke Heiligenstatuen. Im neuen Altar werden Reliquien der Heiligen Sixtus, Asklepiodotus und Fulgentia aufbewahrt, die seit der Kirchenweihe 1748 bis 1995 im alten Hauptaltar verschlossen waren.

#### Orgel

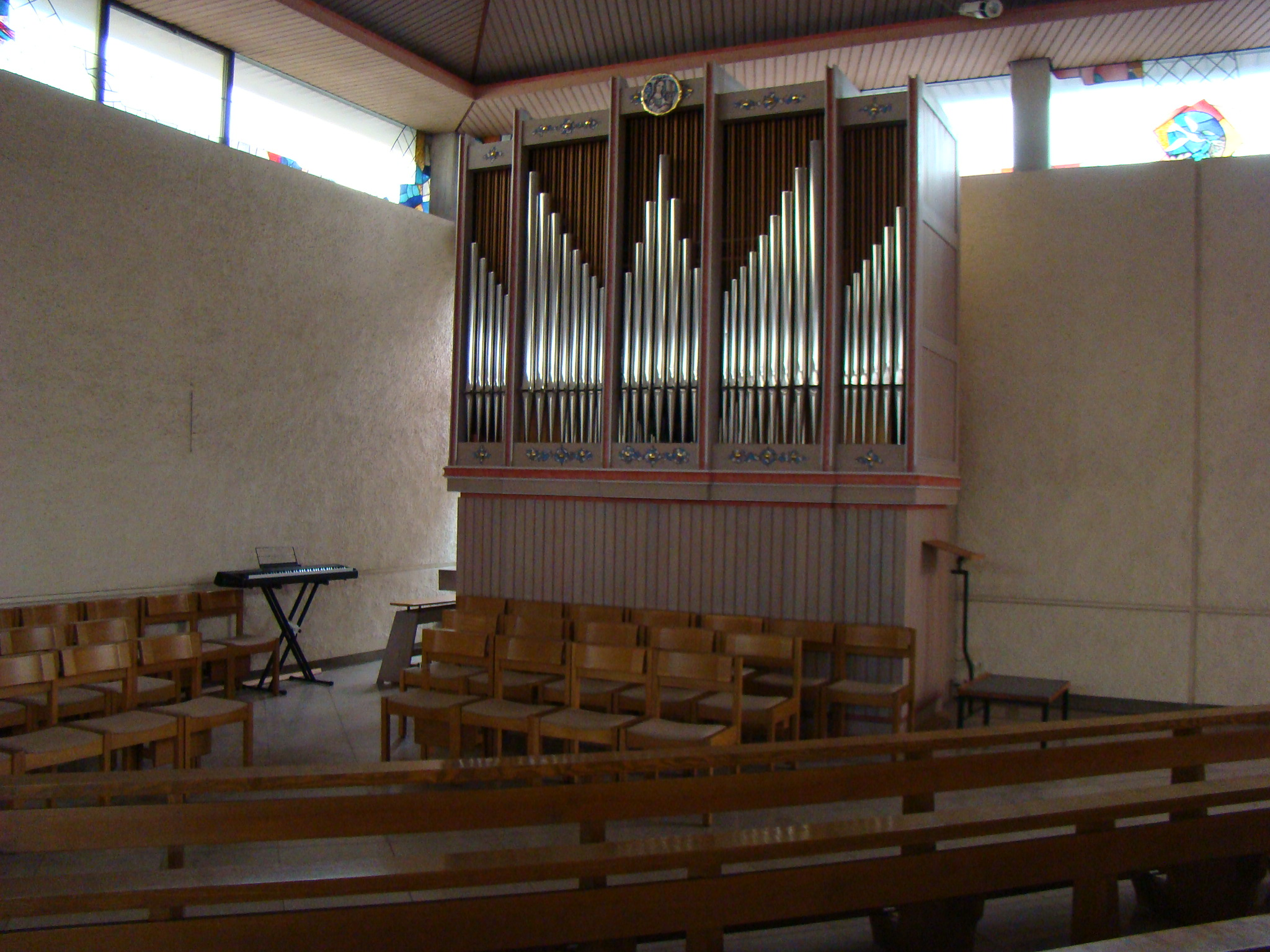
Orgel im Erweiterungsbau

Die im Erweiterungsbau aufgestellte zweimanualige Orgel wurde im Jahre 1983 von Egbert Pfaff in Überlingen gebaut, unter Verwendung einiger Teile einer älteren Orgel aus der angrenzenden ehemaligen Klosterkirche. Das Schleifladen-Instrument hat 18 Register auf zwei Manualen und Pedal; drei Register sind Vorabzüge, zwei Register (Pedal) sind Extensionen. Die Spiel- und Registertrakturen sind mechanisch.
| I Hauptwerk C–f3 |                      |    |        |
| 1.               | Principal            | 8′ |        |
| 2.               | Holzflöte            | 8′ |        |
| 3.               | Preastant            | 4′ |        |
| 4.               | Holztraverse         | 4′ |        |
| 5.               | Octave (vorab Nr. 6) | 2′ |        |
| 6.               | Mixtur III-IV        | 2′ |        |
| 7.               | Trompete             | 8′ | (VA D) |

| II Nebenwerk C–f3 |                               |       |        |
| 8.                | Bourdon                       | 8′    |        |
| 9.                | Bifaria                       | 8′    |        |
| 10.               | Spitzflöte                    | 4′    |        |
| 11.               | Flageolet                     | 2′    | (VA D) |
| 12.               | Vorabzug Quinte (vorab Nr. 6) | 2 ⁄3′ |        |
| 13.               | Sesquialter II                | 2 ⁄3′ |        |
| 14.               | Octave (vorab Nr. 6)          | 1′    |        |
| 15.               | Cymbel IV                     | 1′    |        |

| Pedal C–d1 |                           |     |
| 16.        | Holzgedeckt               | 16′ |
| 17.        | Holzgedeckt (ext. Nr. 16) | 8′  |
| 18.        | Holzgedeckt (ext. Nr. 16) | 4′  |

- Koppeln: II/I, I/P, II/P
- Anmerkung

(VA D) = Vorabzug des Registers nur Diskant-Seite

### Glocken
Im beim Umbau 1977–1981 erneuerten Dachreiter sind drei Bronzeglocken aufgehängt. Die beiden kleineren Glocken stammen von 1950, wiegen 140 und 80 Kilogramm und sind auf dis’’ und fis’’ gestimmt. Die größere Glocke stammt von 1980, wiegt 233 Kilogramm und hat den Schlagton cis’’. Alle Glocken stammen aus der Heidelberger Glockengießerei von Friedrich Wilhelm Schilling.